# 东部鹿鼠
东部鹿鼠（学名：Peromyscus maniculatus）是白足鼠属的一种，分布于北美密西西比河以西的大部分地区。与其他白鼠属物种一样，它会传播漢他病毒和莱姆病等新興傳染病。
东部鹿鼠曾有61个亚种，但其中一些已经划为西部鹿鼠。它与白足鼠很像，也是一种比较常见的实验用鼠。